# Watskeburt?!
Watskeburt?! is een single van de Nederlandse rapformatie De Jeugd van Tegenwoordig. Tijdens het opnemen van deze single is de groep ontstaan, het is ook de single waarmee ze doorbraken bij het grote publiek.
Het nummer werd in 2024 door De Volkskrant verkozen tot beste Nederlandstalige popnummer aller tijden.

## Ontstaan
Rapper Pepijn Lanen (Faberyayo) en producer Bas Bron (De Neger des Heils) werkten aan een project om te rappen op housebeats. Het refrein dat ze schreven bevatte het woord "Watskeburt", bedacht door rapper Heist-Rockah. Lanen belde vriend Lukas Nieuwenhuijsen, die dat woord op een zeer specifieke manier uitsprak, om mee te rappen. Een dronken Freddy Tratlehner (Vjèze Fur) is op dat moment bij Nieuwenhuijsen thuis, en ontsteekt in woede, omdat Watskeburt een woord uit Amsterdam-Noord is, terwijl Lanen helemaal niet uit Noord komt. Bij de studio geeft Lanen hoog op over Trathlener, waardoor deze kalmeert en probeert te rappen. Door de dronkenschap en baldadigheid lukt dit maar half. Uiteindelijk weet Bron uit verschillende takes een bruikbaar resultaat te maken. Op het nummer zijn enkele tikken te horen, dit is omdat Tratlehner aan de buizen aan het plafond hangt, tot afgrijzen van Bron, die bang is dat ze zullen breken en zijn apparatuur onder water komt te staan.
Tijdens de opnames probeert Tratlehner zijn vriend Ollie Locadia (Willie Wartaal) over te halen naar de studio te komen, maar deze komt niet. Hij schreef wel twee regels van Tratlehners couplet.

## Hitverloop
Op 16 mei 2005 werd de single van "Watskeburt?!" uitgebracht door Magnetron Music in samenwerking met Top Notch. Het nummer sloeg aanvankelijk niet aan, maar werd door Giel Beelen en enkele andere radio-dj's opgepikt. Op 4 juni kwam "Watskeburt?!" de Nederlandse Top 40 binnen. Het nummer werd een grote hit en verdrong een paar dagen later "Something to say" van Kane van de nummer 1-positie.
Ook in België werd "Watskeburt?!" een hit; het nummer werd vaak gedraaid door Studio Brussel en andere radiozenders. Ook werd een jumpstyle-versie van het nummer gemaakt, getiteld "Watskejump".
Annebel Nillessen Blaauw schreef in 2005 een scriptie over de taalvernieuwing van De Jeugd van Tegenwoordig.

## Uitgaven
| Jaar | Naam                             | Soort                 | Land                | Label                      |
| ---- | -------------------------------- | --------------------- | ------------------- | -------------------------- |
| 2005 | Watskeburt?!                     | Cd-single             | Nederland           | Top Notch, Magnetron Music |
| 2005 | Watskeburt                       | 12 inch-vinyl         | Engeland            | Clone                      |
| 2005 | Watskeburt?!                     | 12 inch-vinyl         | Nederland           | Top Notch                  |
| 2006 | Watskeburt?!                     | 12 inch-vinyl         | Duitsland           | Superstar Recordings       |
| 2007 | Watskeburt?! (DJ Touché Remixes) | 12 inch-vinyl         | Nederland           | Magnetron Music            |
| 2007 | Watskeburt?!                     | Cd-single/promotie-cd | Verenigd Koninkrijk | Maelstrom Records          |

### Tracklist
- Watskeburt?! (2005, cd-single, in Nederland door Top Notch & Magnetron Music)
- 1 Watskeburt?! (radioversie) (3:32)
- 2 Watskeburt?! (lange versie) (6:17)
- 3 Watskeburt?! (dj-versie) (6:21)
- 4 Watskeburt?! (instrumentaal) (6:24)

- Watskeburt (2005, 12 inch-vinyl, in Engeland door Clone)
- A Watskeburt (Dexter Is Een Baas)
- B1 Watskeburt (Alden Tyrell Is Een Baas)
- B2 Watskeburt (Original Instrumental Version By Seymour Bits)

- Watskeburt?! (2005, 12 inch-vinyl, in Nederland door Top Notch - Mixed By Parker Jones)
- A Watskeburt?! (dj-versie) (6:20)
- B Watskeburt?! (instrumentaal) (6:24)

- Watskeburt?! (2006, 12 inch-vinyl, in Duitsland door Superstar Recordings)
- A1 Watskeburt?! (DJ Vocal)
- A2 Watskeburt?! (Full Version)
- B1 Watskeburt?! (Tocadisco Mix)
- B2 Watskeburt?! (Boogie Pimps Remix)

- Watskeburt?! (DJ Touché Remixes) (2007, 12 inch-vinyl, in Nederland door Magnetron Music)
- A1 Watskeburt?! (DJ Touché Vocal Remix)
- B1 Watskeburt?! (DJ Touché Dub Remix)

- Watskeburt?! (2007, cd-single/promotie-cd, in Verenigd Koninkrijk door Maelstrom Records)
- 1 Watskeburt?! (radioversie) (3:34)
- 2 Watskeburt?! (DJ Touché Vocal Remix) (4:45)
- 3 Watskeburt?! (Tocadisco Remix) (5:13)
- 4 Watskeburt?! (Boogie Pimpps Remix) (7:46)
- 5 Watskeburt?! (DJ Touché Dub) (4:29)
- 6 Watskeburt?! (Dexter Remix) (5:18)
- 7 Watskeburt?! (Full Vocal Mix) (6:18)
- 8 Watskeburt?! (DJ Vocal Mix) (6:26)
- 9 Watskeburt?! (Parker Jones Remix) (6:24)

## Parodiën
Zoals zoveel opmerkelijke hits, was "Watskeburt?!" rijp voor parodieën. "Waarsmebird" en "Opkeplurt" zijn slechts enkele voorbeelden. Er verscheen tevens een Duitse, Friese, West-Friese, Achterhoekse en Brabantse versie van de plaat. In de studentenwereld bleef "Watskeburt?!" ook niet onopgemerkt. De cultparodie "Nog Geneukt?!" van De Student van Tegenwoordig verwierf met name in de (studenten)stad Utrecht grote bekendheid. Ook werd door Boomerang een gratis ansichtkaart uitgebracht met daarop de titel van het nummer. In Groningen dook de parodie "Supermooi!" op. Door online jongerenmagazine Spunk werd de liedtekst naar aanleiding van het verschijnen van het nummer in het buitenland in het Duits vertaald onder de titel "Watspassiert?!". Het nummer werd ook meerdere malen gedraaid door dj Pete Tong van BBC Radio 1. In België werd door Studio Brussel meermaals ook een aangepaste versie uitgezonden met een toevoeging van een opname, waarmee werd verwezen naar de soms leuke Nederlandse uitspraak van de toenmalige Franstalige Belgische eerste minister Di Rupo. Dit hielp zeker ook in België mee aan het niet onopgemerkt blijven van de hit.

## Hitnotering
Het debuut is meteen hun enige nummer 1-hit. Tien jaar later, in 2015, kwam het nummer voor het eerst in de eindejaarslijst Top 2000.

### Top 40
| "Watskeburt?!" in de Nederlandse Top 40 - binnen: 4 juni 2005 | "Watskeburt?!" in de Nederlandse Top 40 - binnen: 4 juni 2005 | "Watskeburt?!" in de Nederlandse Top 40 - binnen: 4 juni 2005 | "Watskeburt?!" in de Nederlandse Top 40 - binnen: 4 juni 2005 | "Watskeburt?!" in de Nederlandse Top 40 - binnen: 4 juni 2005 | "Watskeburt?!" in de Nederlandse Top 40 - binnen: 4 juni 2005 | "Watskeburt?!" in de Nederlandse Top 40 - binnen: 4 juni 2005 | "Watskeburt?!" in de Nederlandse Top 40 - binnen: 4 juni 2005 | "Watskeburt?!" in de Nederlandse Top 40 - binnen: 4 juni 2005 | "Watskeburt?!" in de Nederlandse Top 40 - binnen: 4 juni 2005 | "Watskeburt?!" in de Nederlandse Top 40 - binnen: 4 juni 2005 | "Watskeburt?!" in de Nederlandse Top 40 - binnen: 4 juni 2005 | "Watskeburt?!" in de Nederlandse Top 40 - binnen: 4 juni 2005 | "Watskeburt?!" in de Nederlandse Top 40 - binnen: 4 juni 2005 | "Watskeburt?!" in de Nederlandse Top 40 - binnen: 4 juni 2005 | "Watskeburt?!" in de Nederlandse Top 40 - binnen: 4 juni 2005 | "Watskeburt?!" in de Nederlandse Top 40 - binnen: 4 juni 2005 |
| Week                                                          | 1                                                             | 2                                                             | 3                                                             | 4                                                             | 5                                                             | 6                                                             | 7                                                             | 8                                                             | 9                                                             | 10                                                            | 11                                                            | 12                                                            | 13                                                            | 14                                                            | 15                                                            |                                                               |
| ------------------------------------------------------------- | ------------------------------------------------------------- | ------------------------------------------------------------- | ------------------------------------------------------------- | ------------------------------------------------------------- | ------------------------------------------------------------- | ------------------------------------------------------------- | ------------------------------------------------------------- | ------------------------------------------------------------- | ------------------------------------------------------------- | ------------------------------------------------------------- | ------------------------------------------------------------- | ------------------------------------------------------------- | ------------------------------------------------------------- | ------------------------------------------------------------- | ------------------------------------------------------------- | ------------------------------------------------------------- |
| Nummer                                                        | 8                                                             | 1                                                             | 1                                                             | 1                                                             | 2                                                             | 2                                                             | 2                                                             | 5                                                             | 5                                                             | 6                                                             | 7                                                             | 13                                                            | 19                                                            | 28                                                            | 40                                                            | uit                                                           |

### NPO Radio 2 Top 2000
| Nummer met noteringen in de NPO Radio 2 Top 2000 | '15  | '16  | '17  | '18 | '19  | '20  | '21  | '22  | '23 | '24 |
| ------------------------------------------------ | ---- | ---- | ---- | --- | ---- | ---- | ---- | ---- | --- | --- |
| Watskeburt?!                                     | 1481 | 1002 | 1112 | 867 | 1096 | 1185 | 1167 | 1244 | 926 | 808 |

1. ↑  Een vetgedrukt getal geeft de hoogste notering aan.
2. ↑  2015 was het eerste jaar met een notering voor dit nummer.